# Hostice (okres Rimavská Sobota)
Hostice (maďarsky Gesztete) jsou obec na Slovensku, v okrese Rimavská Sobota v Banskobystrickém kraji.
Žije zde přibližně 1 100 obyvatel. V roce 2001 se 87 % obyvatel hlásilo k maďarské národnosti.. Území obce sousedí s Maďarskem.